# Моденцов, Павел Юрьевич
Павел Юрьевич Моденцов — рядовой Вооружённых Сил СССР, участник войны в Афганистане, погиб при исполнении служебных обязанностей, кавалер ордена Красной Звезды (посмертно).

## Биография
Родился 26 июля 1963 года в городе Ханты-Мансийске Ханты-Мансийского автономного округа Тюменской области.
Учился в Ханты-Мансийской средней школе № 3, после окончания восьмого класса перевёлся в Старо-Александровскую среднюю школу в Ярковском районе Тюменской области. По окончании девяти классов уехал в родной город, где поступил в Ханты-Мансийское профессионально-техническое училище № 37, учился на электрика буровых установок.
9 ноября 1981 года Моденцов был призван на службу в Вооружённые Силы СССР и направлен для прохождения обучения в город Теджен Туркменской ССР. Получив военную специальность водителя танка, в мае 1982 года он был направлен в Демократическую Республику Афганистан. Участвовал в боевых действиях, будучи наводчиком танкового экипажа, старшим механиком танковой роты. Принимал участие в ряде войсковых операций, неоднократно удостаивался благодарностей от командования. 21 октября 1982 года в районе города Баграма вместе со своим взводом Моденцов принимал участие в отражении нападения вооружённого формирования моджахедов. В том бою его танк был подбит, Моденцов был убит. Похоронен на кладбище в его родном городе Ханты-Мансийске.
Указом Президиума Верховного Совета СССР рядовой Павел Юрьевич Моденцов посмертно был удостоен ордена Красной Звезды. Кроме того, посмертно был награждён афганской медалью «Воину-интернационалисту от благодарного афганского народа».

## Память
- В честь Моденцова названа улица в его родном городе Ханты-Мансийске[4].
- В память о Моденцове на здании МБОУ «Средняя общеобразовательная школа с углубленным изучением отдельных предметом № 3» в Ханты-Мансийске установлена мемориальная доска[5].